# Lijst van voorzitters van de Kamer van volksvertegenwoordigers
Dit is een lijst van voorzitters van de Kamer van volksvertegenwoordigers.
De voorzitter van de Kamer van volksvertegenwoordigers is de eerste burger van België. Hij zit de plenaire vergaderingen van de Kamer voor. De huidige Kamervoorzitter is Peter De Roover (N-VA).
De volksvertegenwoordiger die de functie van voorzitter het langste vervulde, is Frans Van Cauwelaert.

## Lijst
| Nr.  | Voorzitter | Voorzitter                            | Partij | Partij            | Begin             | Einde             | Kiesomschrijving                                | Zittingsperiode(s)                  |
| ---- | ---------- | ------------------------------------- | ------ | ----------------- | ----------------- | ----------------- | ----------------------------------------------- | ----------------------------------- |
| 1    |            | Etienne de Gerlache (1785-1871)       |        | Katholieken       | 10 september 1831 | 18 juli 1832      | Luik                                            |                                     |
| 2    |            | Jean Raikem (1787-1875)               |        | Katholieken       | 15 november 1832  | 24 mei 1839       | Luik                                            |                                     |
| 3    |            | Isidore Fallon (1780-1861)            |        | Katholieken       | 15 november 1839  | 10 september 1842 | Namen                                           |                                     |
| (2)  |            | Jean Raikem (1787-1875)               |        | Katholieken       | 9 november 1842   | 6 april 1843      | Luik                                            |                                     |
| 4    |            | Charles Liedts (1802-1878)            |        | Liberale Partij   | 17 november 1843  | 20 mei 1848       | Oudenaarde                                      |                                     |
| 5    |            | Pierre-Théodore Verhaegen (1796-1862) |        | Liberale Partij   | 28 juni 1848      | 3 april 1852      | Brussel                                         |                                     |
| 6    |            | Noël Delfosse (1801-1858)             |        | Liberale Partij   | 26 oktober 1852   | 24 april 1855     | Luik                                            |                                     |
| 7    |            | Josse Joseph de Lehaye (1800-1888)    |        | Liberale Partij   | 25 april 1855     | 13 juni 1857      | Gent                                            |                                     |
| (5)  |            | Pierre-Théodore Verhaegen (1796-1862) |        | Liberale Partij   | 17 december 1857  | 30 mei 1859       | Brussel                                         |                                     |
| 8    |            | Auguste Orts (1814-1880)              |        | Liberale Partij   | 19 juli 1859      | 18 juli 1860      | Brussel                                         |                                     |
| 9    |            | Désiré Vervoort (1810-1886)           |        | Liberale Partij   | 23 november 1860  | 27 mei 1863       | Antwerpen                                       |                                     |
| 10   |            | Ernest Vandenpeereboom (1807-1875)    |        | Liberale Partij   | 15 december 1863  | 23 oktober 1867   | Gent                                            |                                     |
| 11   |            | Hubert Dolez (1808-1880)              |        | Liberale Partij   | 23 oktober 1867   | 20 mei 1870       | Bergen                                          |                                     |
| 12   |            | Charles Vilain XIIII (1803-1878)      |        | Katholieke Partij | 11 augustus 1870  | 26 juli 1871      | Maaseik                                         |                                     |
| 13   |            | Xavier Victor Thibaut (1817-1892)     |        | Katholieke Partij | 15 november 1871  | 29 mei 1878       | Dinant                                          |                                     |
| 14   |            | Charles Rogier (1800-1885)            |        | Liberale Partij   | 1 augustus 1878   | 26 augustus 1878  | Doornik                                         |                                     |
| 15   |            | Jules Guillery (1824-1902)            |        | Liberale Partij   | 13 november 1878  | 10 maart 1881     | Brussel                                         |                                     |
| 16   |            | Jules Joseph Descamps (1820-1892)     |        | Liberale Partij   | 22 maart 1881     | 17 mei 1884       | Aat                                             |                                     |
| (13) |            | Xavier Victor Thibaut (1817-1892)     |        | Katholieke Partij | 23 juli 1884      | 2 september 1884  | Dinant                                          |                                     |
| 17   |            | Théophile de Lantsheere (1833-1918)   |        | Katholieke Partij | 12 november 1884  | 25 november 1895  | Diksmuide                                       |                                     |
| 18   |            | Auguste Beernaert (1829-1912)         |        | Katholieke Partij | 30 januari 1896   | 7 mei 1900        | Tielt                                           |                                     |
| 19   |            | Louis De Sadeleer (1852-1924)         |        | Katholieke Partij | 18 juli 1900      | 8 november 1901   | Aalst                                           |                                     |
| 20   |            | Frans Schollaert (1851-1917)          |        | Katholieke Partij | 12 november 1901  | 9 januari 1908    | Leuven                                          |                                     |
| 21   |            | Gérard Cooreman (1852-1926)           |        | Katholieke Partij | 16 januari 1908   | 8 augustus 1912   | Gent-Eeklo                                      |                                     |
| (20) |            | Frans Schollaert (1851-1917)          |        | Katholieke Partij | 12 november 1912  | 29 juni 1917      | Leuven                                          |                                     |
| 22   |            | Prosper Poullet (1868-1937)           |        | Katholieke Partij | 28 november 1918  | 13 oktober 1919   | Leuven                                          |                                     |
| 23   |            | Emile Brunet (1863-1945)              |        | BWP               | 10 december 1919  | 6 augustus 1928   | Charleroi                                       |                                     |
| 24   |            | Emile Tibbaut (1862-1935)             |        | Katholieke Unie   | 16 augustus 1928  | 5 september 1930  | Dendermonde                                     |                                     |
| 25   |            | Jules Poncelet (1869-1952)            |        | Katholieke Unie   | 11 november 1930  | 13 april 1936     | Neufchâteau-Virton                              |                                     |
| 26   |            | Camille Huysmans (1871-1968)          |        | BSP               | 23 juni 1936      | 6 maart 1939      | Antwerpen                                       |                                     |
| 27   |            | Frans Van Cauwelaert (1880-1961)      |        | CVP/PSC           | 21 april 1939     | 12 maart 1954     | Antwerpen                                       |                                     |
| (26) |            | Camille Huysmans (1871-1968)          |        | BSP               | 27 april 1954     | 11 november 1958  | Antwerpen                                       |                                     |
| 28   |            | Paul Kronacker (1897-1994)            |        | Liberale Partij   | 11 november 1958  | 17 april 1961     | Leuven                                          |                                     |
| 29   |            | Achille Van Acker (1898-1975)         |        | BSP               | 27 april 1961     | 10 maart 1974     | Brugge                                          |                                     |
| 30   |            | André Dequae (1915-2006)              |        | CVP               | 30 april 1974     | 7 juni 1977       | Kortrijk                                        |                                     |
| 31   |            | Edmond Leburton (1915-1997)           |        | PS                | 7 juni 1977       | 3 april 1979      | Hoei-Borgworm                                   |                                     |
| 32   |            | Charles-Ferdinand Nothomb (1936-2023) |        | PSC               | 3 april 1979      | 20 mei 1980       | Aarlen-Marche-Bastenaken                        |                                     |
| 33   |            | Jean Defraigne (1929-2016)            |        | PRL               | 20 mei 1980       | 24 oktober 1980   | Luik                                            |                                     |
| 34   |            | Joseph Michel (1925-2016)             |        | PSC               | 24 oktober 1980   | 18 december 1981  | Neufchâteau-Virton                              |                                     |
| (33) |            | Jean Defraigne (1929-2016)            |        | PRL               | 18 december 1981  | 19 januari 1988   | Luik                                            | 1981-1985 1985-1987                 |
| 35   |            | Erik Vankeirsbilck (1935-2017)        |        | CVP               | 19 januari 1988   | 10 mei 1988       | Roeselare-Tielt                                 | 1988-1991 (deels)                   |
| (32) |            | Charles-Ferdinand Nothomb (1936-2023) |        | PSC               | 10 mei 1988       | 12 april 1995     | Aarlen-Marche-Bastenaken                        | 1988-1991 (deels) 1991-1995         |
| 36   |            | Jos Dupré (1928-2021)                 |        | CVP               | 8 juni 1995       | 28 juni 1995      | Mechelen-Turnhout                               | 1995-1999                           |
| 37   |            | Raymond Langendries (1943)            |        | PSC               | 28 juni 1995      | 1 juli 1999       | Nijvel                                          | 1995-1999                           |
| 38   |            | Herman De Croo (1937)                 |        | VLD               | 1 juli 1999       | 11 juli 2007      | Aalst-Oudenaarde na hervorming: Oost-Vlaanderen | 1999-2003 2003-2007                 |
| 39   |            | Herman Van Rompuy (1947)              |        | CD&V              | 11 juli 2007      | 30 december 2008  | Brussel-Halle-Vilvoorde                         | 2007-2010 (deels)                   |
| 40   |            | Patrick Dewael (1955)                 |        | Open Vld          | 31 december 2008  | 20 juli 2010      | Limburg                                         | 2007-2010 (deels) 2010-2014 (deels) |
| 41   |            | André Flahaut (1955)                  |        | PS                | 20 juli 2010      | 30 juni 2014      | Waals-Brabant                                   | 2010-2014 (deels)                   |
| (40) |            | Patrick Dewael (1955)                 |        | Open Vld          | 30 juni 2014      | 14 oktober 2014   | Limburg                                         | 2014-2019                           |
| 42   |            | Siegfried Bracke (1953)               |        | N-VA              | 14 oktober 2014   | 26 mei 2019       | Oost-Vlaanderen                                 | 2014-2019                           |
| (40) |            | Patrick Dewael (1955)                 |        | Open Vld          | 20 juni 2019      | 13 oktober 2020   | Limburg                                         | 2019-2024                           |
| 43   |            | Éliane Tillieux (1966)                |        | PS                | 13 oktober 2020   | 9 juni 2024       | Namen                                           | 2019-2024                           |
| 44   |            | Peter De Roover (1962)                |        | N-VA              | 10 juli 2024      | heden             | Antwerpen                                       | 2024-2029                           |